# Oliver Skipp
Oliver Skipp (Welwyn Garden City, 16 september 2000) is een Engels voetballer die doorgaans als defensieve middenvelder speelt. Hij stroomde in 2018 door vanuit de jeugd van Tottenham Hotspur.

## Clubcarrière
Skipp is afkomstig uit de jeugdopleiding van Tottenham Hotspur, waarvoor hij op 29 augustus 2018 een driejarig profcontract tekende. Op 31 oktober 2018 speelde de middenvelder zijn eerste wedstrijd voor de club in het bekerduel tegen West Ham United. Op 5 december 2018 debuteerde hij in de Premier League tegen Southampton.

## Interlandcarrière
Skipp speelde reeds voor diverse Engelse nationale jeugdselecties. In 2018 debuteerde hij in Engeland –18.